# Rudolf Haselbach
Rudolf Haselbach (genannt Rudi) (* 23. Dezember 1944 in Fünfzighuben, Reichsgau Sudetenland; † 6. Dezember 2005 in Fulda) war ein deutscher Politiker im Hessischen Landtag als Abgeordneter der CDU.

## Leben
Nach der Mittleren Reife 1961 absolvierte Haselbach von 1961 bis 1962 eine Ausbildung im öffentlichen Dienst, von der aus er mit einer weiteren Ausbildung von 1973 bis 1974 in den gehobenen Dienst aufstieg. Ab 1965 arbeitete er als Assistent bei der Bundesbahn. Anschließend erlangte er im Zeitraum von 1974 bis 1977 das Verwaltungsdiplom an der Mainzer Verwaltungs- und Wirtschaftsakademie. 1976 stieg er zum Inspektor bei der Bundesbahn auf, absolvierte von 1991 bis 1992 eine wissenschaftliche Ausbildung für den höheren Verwaltungsdienst an der Bundesakademie für öffentliche Verwaltung beim Bundesministerium des Innern in Bonn, woraufhin er 1992 seine Arbeit im Bundesbahnrat aufnahm.
Haselbach war seit 1972 Mitglied der CDU. Kommunalpolitisch war er ab 1972 als Stadtverordneter in Mörfelden-Walldorf tätig. Dort war er stellvertretender Vorsitzender der CDU-Fraktion. Ab 1977 war er Kreistagsabgeordneter in Groß-Gerau, wo er auch Fraktionsvorsitzender war. 1981–1985 war er Mitglied der Regionalen Planungsversammlung Starkenburg und ab 1989 stellvertretender Fraktionsvorsitzender in der Regionalversammlung Südhessen.
1975–1995 war er CDU-Vorsitzender in Mörfelden und Mörfelden-Walldorf, ab 1977 war er Mitglied Kreisvorstand Groß-Gerau als stellvertretender Vorsitzender und ab 1981 im Bezirksvorstand CDU Südhessen. Ab 2000 war er CDU-Kreisvorsitzender in Groß-Gerau. Im Zeitraum vom 3. Dezember 1992, als er für seinen Parteifreund Reinhold Stanitzek nachrückte, bis 1995 und von 1999 bis 2005 war er Abgeordneter des Hessischen Landtags. Dort war er seit 2003 Vorsitzender des Innenausschusses. Bei der Landtagswahl in Hessen 2003 wurde er im Wahlkreis Groß-Gerau II gewählt, nachdem er zuvor über die CDU-Landesliste in das Parlament gekommen war.
Am 6. Dezember 2005 verstarb Rudolf Haselbach während einer Klausurtagung der CDU-Landtagsfraktion in einem Hotelzimmer im hessischen Fulda. Sein Nachfolger als Abgeordneter wurde Günter Schork.